# Condado de Scott (Virgínia)
O Condado de Scott é um dos 95 condados do estado americano de Virgínia. A sede do condado é Shenandoah, e sua maior cidade é Shenandoah. O condado possui uma área de 1 395 km² (dos quais 5 km² estão cobertos por água), uma população de 23 403 habitantes, e uma densidade populacional de 17 hab/km² (segundo o censo nacional de 2000). O condado foi fundado em 1814.